# Liga dos Campeões da CONCACAF de 2022
A Liga dos Campeões da CONCACAF de 2022 (ou Liga dos Campeões da CONCACAF Scotiabank por razões de patrocínio), foi a 14ª edição da Liga dos Campeões da CONCACAF em seu formato atual e a 57ª edição incluindo os torneios anteriores.

## Equipes classificadas
As seguintes equipes se classificaram para disputar a competição.
| México 4 vagas                                        | León                   | Campeão – Torneio Guardianes de 2020              | 4ª  | 2021    |
| México 4 vagas                                        | Cruz Azul              | Campeão – Torneio Guardianes de 2021              | 8ª  | 2021    |
| México 4 vagas                                        | Pumas                  | Vice-campeão – Torneio Guardianes de 2020         | 5ª  | 2016–17 |
| México 4 vagas                                        | Santos Laguna          | Vice-campeão – Torneio Guardianes de 2021         | 7ª  | 2019    |
| Estados Unidos 4 vagas                                | New York City FC       | Campeão – MLS Cup de 2021                         | 2ª  | 2020    |
| Estados Unidos 4 vagas                                | New England Revolution | Campeão – MLS Supporters' Shield de 2021          | 2ª  | 2008–09 |
| Estados Unidos 4 vagas                                | Colorado Rapids        | Campeão – Conferência Oeste da MLS de 2021        | 3ª  | 2018    |
| Estados Unidos 4 vagas                                | Seattle Sounders FC    | Equipe melhor colocada ainda não classificada     | 7ª  | 2020    |
| Canadá 1 vaga                                         | CF Montréal            | Campeão – Campeonato Canadense de Futebol de 2021 | 5ª  | 2020    |
| Haiti                                                 | Cavaly                 | Campeão – Campeonato de Clubes do Caribe de 2021  | 1ª  | —       |
| Equipes classificadas da Liga da CONCACAF (6 equipes) |                        |                                                   |     |         |
| Guatemala                                             | Comunicaciones         | Campeão – Liga da CONCACAF de 2021                | 7ª  | 2020    |
| Guatemala                                             | Guastatoya             | Quarto lugar – Liga da CONCACAF de 2021           | 2ª  | 2019    |
| Canadá                                                | Forge                  | Terceiro lugar – Liga da CONCACAF de 2021         | 1ª  | —       |
| Costa Rica                                            | Saprissa               | Quinto lugar – Liga da CONCACAF de 2021           | 11ª | 2021    |
| Costa Rica                                            | Santos de Guápiles     | Sexto lugar – Liga da CONCACAF de 2021            | 1ª  | —       |
| Honduras                                              | Motagua                | Vice-campeão – Liga da CONCACAF de 2021           | 6ª  | 2020    |

## Formato
Se utilizará o sistema de rodadas eliminatórias, desde as oitavas de final até a final, todas em formato de ia e volta. Nas rodadas de oitavas de final até as semifinais, a regra do gol fora de casa será aplicado. Caso no somatório final haja um empate depois dos 180 minutos disputados, a partida será decidida na disputa de pênaltis.
Já o vencedor da final e por tanto, o campeão, será aquele que na duas partidas, anote o maior número de gols. Caso haja empate, haverá uma prorrogação e caso persista o empate, realizara-se uma disputa de pênaltis
Para as oitavas de final, os clubes que foram sorteados no pote 1, jogaram o primeiro jogo como visitantes, fazendo assim, o jogo de volta como mandantes.
Os ganhadores das chaves 1, 3, 5 e 7 irão jogar em casa as partidas de volta nas quartas de final. Para as semifinais, os clubes serão classificados de acordo com seu desempenho (pontos ganhos, saldo de gols e gols pró) nas oitavas e quartas de final, utilizando o procedimento como critério de desempate do campeonato.
O melhor clube classificado em cada chave das semifinais irá jogar a partida de volta em casa. O mesmo procedimento de desempate se aplicará para determinar quem será sede da partida de volta das finais.

## Sorteio
O sorteio da Liga dos Campeões da CONCACAF de 2022 se realizou no dia 15 de dezembro de 2021, às 18:00 (UTC−05:00), em Miami, Estados Unidos.

### Definição dos potes
| Pote   | Ranking | País | Equipe                 | 2016-17 | 2018 | 2019 | 2020 | 2021 | Total |
| ------ | ------- | ---- | ---------------------- | ------- | ---- | ---- | ---- | ---- | ----- |
| Pote 1 | 1       | MEX2 | Cruz Azul              | 26      | 25   | 21   | 24   | ≥16  | ≥116  |
| Pote 1 | 2       | MEX1 | León                   | 27      | 12   | 20   | 11   | ≥16  | ≥86   |
| Pote 1 | 3       | MEX3 | Pumas                  | 15      | 17   | 26   | 11   | ≥13  | ≥82   |
| Pote 1 | 4       | USA3 | Colorado Rapids        | 20      | 17   | 11   | 11   | 10   | 69    |
| Pote 1 | 5       | USA2 | New England Revolution | 14      | 7    | 15   | 16   | ≥16  | ≥68   |
| Pote 1 | 6       | CAN1 | CF Montréal            | 22      | 21   | 5    | 10   | 9    | 67    |
| Pote 1 | 7       | USA1 | New York City          | 11      | 11   | 11   | 6    | 12   | 51    |
| Pote 1 | 8       | USA4 | Seattle Sounders       | 8       | 5    | 11   | 12   | 12   | 48    |
|        |         |      |                        |         |      |      |      |      |       |
| Pote 2 | 9       | MEX4 | Santos Laguna          | 10      | 9    | 4    | 7    | 5    | 35    |
| Pote 2 | 10      | CCC1 | Cavaly                 | 5       | 4    | 4    | 4    | 4    | 21    |
| Pote 2 | 11      | CAN2 | Forge                  | 0       | 0    | 0    | 0    | 0    | 0     |
| Pote 2 | 12      | HON1 | Motagua                | 11      | 5    | 4    | 5    | 7    | 32    |
| Pote 2 | 13      | CRC1 | Saprissa               | 8       | 5    | 7    | 6    | 4    | 30    |
| Pote 2 | 14      | CRC2 | Santos de Guápiles     | 14      | 5    | 7    | 4    | 4    | 34    |
| Pote 2 | 15      | GUA1 | Comunicaciones         | 9       | 0    | 4    | 6    | 0    | 19    |
| Pote 2 | 16      | GUA2 | Deportivo Guastatoya   | 6       | 0    | 0    | 0    | 0    | 6     |

## Calendário
O calendário para esta edição da competição é o seguinte:
| Rodada           | Partida de ida       | Partida de volta     |
| ---------------- | -------------------- | -------------------- |
| Oitavas de final | 15 a 17 de fevereiro | 22 a 24 de fevereiro |
| Quartas de final | 8 a 10 de março      | 15 a 17 de março     |
| Semifinais       | 5 a 7 de abril       | 12 a 13 de abril     |
| Final            | 27 de abril          | 4 de maio            |

## Chaveamento
|  | Oitavas de final       | Oitavas de final       | Oitavas de final | Oitavas de final |       |                | Quartas de final | Quartas de final | Quartas de final | Quartas de final |  |                     | Semifinais      | Semifinais      | Semifinais      | Semifinais      |                     |   | Final                   | Final                   | Final                   | Final                   |
|  |                        |                        |                  |                  |       |                |                  |                  |                  |                  |  |                     | 5 a 14 de abril | 5 a 14 de abril | 5 a 14 de abril | 5 a 14 de abril |                     |   | 27 de abril a 4 de maio | 27 de abril a 4 de maio | 27 de abril a 4 de maio | 27 de abril a 4 de maio |
|  |                        |                        |                  |                  |       |                |                  |                  |                  |                  |  |                     |                 |                 |                 |                 |                     |   |                         |                         |                         |                         |
|  | Guastatoya             | 0                      | 0                | 0                |       |                |                  |                  |                  |                  |  |                     |                 |                 |                 |                 |                     |   |                         |                         |                         |                         |
|  | León                   | 2                      | 1                | 3                |       |                |                  |                  |                  |                  |  |                     |                 |                 |                 |                 |                     |   |                         |                         |                         |                         |
|  | León                   | 2                      | 1                | 3                |       | León           | 0                | 1                | 1                |                  |  |                     |                 |                 |                 |                 |                     |   |                         |                         |                         |                         |
|  |                        |                        |                  |                  |       | León           | 0                | 1                | 1                |                  |  |                     |                 |                 |                 |                 |                     |   |                         |                         |                         |                         |
|  |                        | Seattle Sounders FC    | 3                | 1                | 4     |                |                  |                  |                  |                  |  |                     |                 |                 |                 |                 |                     |   |                         |                         |                         |                         |
|  | Motagua                | Seattle Sounders FC    | 3                | 1                | 4     | 0              | 0                | 0                |                  |                  |  |                     |                 |                 |                 |                 |                     |   |                         |                         |                         |                         |
|  | Motagua                |                        |                  |                  |       | 0              | 0                | 0                |                  |                  |  |                     |                 |                 |                 |                 |                     |   |                         |                         |                         |                         |
|  | Seattle Sounders FC    | 0                      | 5                | 5                |       |                |                  |                  |                  |                  |  |                     |                 |                 |                 |                 |                     |   |                         |                         |                         |                         |
|  | Seattle Sounders FC    | 0                      | 5                | 5                |       |                |                  |                  |                  |                  |  | Seattle Sounders FC | 3               | 1               | 4               |                 |                     |   |                         |                         |                         |                         |
|  |                        |                        |                  |                  |       |                |                  |                  |                  |                  |  | Seattle Sounders FC | 3               | 1               | 4               |                 |                     |   |                         |                         |                         |                         |
|  |                        | New York City FC       | 1                | 1                | 2     |                |                  |                  |                  |                  |  |                     |                 |                 |                 |                 |                     |   |                         |                         |                         |                         |
|  | Comunicaciones (p)     | New York City FC       | 1                | 1                | 2     | 1              | 0                | 1 (4)            |                  |                  |  |                     |                 |                 |                 |                 |                     |   |                         |                         |                         |                         |
|  | Comunicaciones (p)     |                        |                  |                  |       | 1              | 0                | 1 (4)            |                  |                  |  |                     |                 |                 |                 |                 |                     |   |                         |                         |                         |                         |
|  | Colorado Rapids        | 0                      | 1                | 1 (3)            |       |                |                  |                  |                  |                  |  |                     |                 |                 |                 |                 |                     |   |                         |                         |                         |                         |
|  | Colorado Rapids        | 0                      | 1                | 1 (3)            |       | Comunicaciones | 1                | 4                | 5                |                  |  |                     |                 |                 |                 |                 |                     |   |                         |                         |                         |                         |
|  |                        |                        |                  |                  |       | Comunicaciones | 1                | 4                | 5                |                  |  |                     |                 |                 |                 |                 |                     |   |                         |                         |                         |                         |
|  |                        | New York City FC (gf)  | 3                | 2                | 5     |                |                  |                  |                  |                  |  |                     |                 |                 |                 |                 |                     |   |                         |                         |                         |                         |
|  | Santos de Guápiles     | New York City FC (gf)  | 3                | 2                | 5     | 0              | 0                | 0                |                  |                  |  |                     |                 |                 |                 |                 |                     |   |                         |                         |                         |                         |
|  | Santos de Guápiles     |                        |                  |                  |       | 0              | 0                | 0                |                  |                  |  |                     |                 |                 |                 |                 |                     |   |                         |                         |                         |                         |
|  | New York City FC       | 2                      | 4                | 6                |       |                |                  |                  |                  |                  |  |                     |                 |                 |                 |                 |                     |   |                         |                         |                         |                         |
|  | New York City FC       | 2                      | 4                | 6                |       |                |                  |                  |                  |                  |  |                     |                 |                 |                 |                 | Seattle Sounders FC | 2 | 3                       | 5                       |                         |                         |
|  |                        |                        |                  |                  |       |                |                  |                  |                  |                  |  |                     |                 |                 |                 |                 |                     | 2 | 3                       | 5                       |                         |                         |
|  |                        | Pumas                  | 2                | 0                | 2     |                |                  |                  |                  |                  |  |                     |                 |                 |                 |                 |                     |   |                         |                         |                         |                         |
|  | Saprissa               | Pumas                  | 2                | 0                | 2     | 2              | 1                | 3                |                  |                  |  |                     |                 |                 |                 |                 |                     |   |                         |                         |                         |                         |
|  | Saprissa               |                        |                  |                  |       | 2              | 1                | 3                |                  |                  |  |                     |                 |                 |                 |                 |                     |   |                         |                         |                         |                         |
|  | Pumas                  | 2                      | 4                | 6                |       |                |                  |                  |                  |                  |  |                     |                 |                 |                 |                 |                     |   |                         |                         |                         |                         |
|  | Pumas                  | 2                      | 4                | 6                |       | Pumas (p)      | 0                | 3                | 3 (4)            |                  |  |                     |                 |                 |                 |                 |                     |   |                         |                         |                         |                         |
|  |                        |                        |                  |                  |       | Pumas (p)      | 0                | 3                | 3 (4)            |                  |  |                     |                 |                 |                 |                 |                     |   |                         |                         |                         |                         |
|  |                        | New England Revolution | 3                | 0                | 3 (3) |                |                  |                  |                  |                  |  |                     |                 |                 |                 |                 |                     |   |                         |                         |                         |                         |
|  | Cavaly                 | New England Revolution | 3                | 0                | 3 (3) | 0              | –                | 0                |                  |                  |  |                     |                 |                 |                 |                 |                     |   |                         |                         |                         |                         |
|  | Cavaly                 |                        |                  |                  |       | 0              | –                | 0                |                  |                  |  |                     |                 |                 |                 |                 |                     |   |                         |                         |                         |                         |
|  | New England Revolution | 3                      | –                | 3                |       |                |                  |                  |                  |                  |  |                     |                 |                 |                 |                 |                     |   |                         |                         |                         |                         |
|  | New England Revolution | 3                      | –                | 3                |       |                |                  |                  |                  |                  |  | Pumas               | 2               | 0               | 2               |                 |                     |   |                         |                         |                         |                         |
|  |                        |                        |                  |                  |       |                |                  |                  |                  |                  |  | Pumas               | 2               | 0               | 2               |                 |                     |   |                         |                         |                         |                         |
|  |                        | Cruz Azul              | 1                | 0                | 1     |                |                  |                  |                  |                  |  |                     |                 |                 |                 |                 |                     |   |                         |                         |                         |                         |
|  | Santos Laguna          | Cruz Azul              | 1                | 0                | 1     | 1              | 0                | 1                |                  |                  |  |                     |                 |                 |                 |                 |                     |   |                         |                         |                         |                         |
|  | Santos Laguna          |                        |                  |                  |       | 1              | 0                | 1                |                  |                  |  |                     |                 |                 |                 |                 |                     |   |                         |                         |                         |                         |
|  | CF Montréal            | 0                      | 3                | 3                |       |                |                  |                  |                  |                  |  |                     |                 |                 |                 |                 |                     |   |                         |                         |                         |                         |
|  | CF Montréal            | 0                      | 3                | 3                |       | CF Montréal    | 0                | 1                | 1                |                  |  |                     |                 |                 |                 |                 |                     |   |                         |                         |                         |                         |
|  |                        |                        |                  |                  |       | CF Montréal    | 0                | 1                | 1                |                  |  |                     |                 |                 |                 |                 |                     |   |                         |                         |                         |                         |
|  |                        | Cruz Azul              | 1                | 1                | 2     |                |                  |                  |                  |                  |  |                     |                 |                 |                 |                 |                     |   |                         |                         |                         |                         |
|  | Forge                  | Cruz Azul              | 1                | 1                | 2     | 0              | 1                | 1                |                  |                  |  |                     |                 |                 |                 |                 |                     |   |                         |                         |                         |                         |
|  | Forge                  |                        |                  |                  |       | 0              | 1                | 1                |                  |                  |  |                     |                 |                 |                 |                 |                     |   |                         |                         |                         |                         |
|  | Cruz Azul              | 1                      | 3                | 4                |       |                |                  |                  |                  |                  |  |                     |                 |                 |                 |                 |                     |   |                         |                         |                         |                         |

## Oitavas de final
| Equipe 1           | Total       | Equipe 2               | 1.º jogo | 2.º jogo |
| ------------------ | ----------- | ---------------------- | -------- | -------- |
| Guastatoya         | 0–3         | León                   | 0–2      | 0–1      |
| Motagua            | 0–5         | Seattle Sounders FC    | 0–0      | 0–5      |
| Comunicaciones     | 1–1 (4–3 p) | Colorado Rapids        | 1–0      | 0–1      |
| Santos de Guápiles | 0–6         | New York City FC       | 0–2      | 0–4      |
| Saprissa           | 3–6         | Pumas                  | 2–2      | 1–4      |
| Cavaly             | 0–3         | New England Revolution | 0–3      | —        |
| Santos Laguna      | 1–3         | CF Montréal            | 1–0      | 0–3      |
| Forge FC           | 1–4         | Cruz Azul              | 0–1      | 1–3      |

### Partidas de ida
| 15 de fevereiro | Santos de Guápiles | 0 – 2     | New York City FC          | Estádio Nacional, San José    |
| 19:00 (UTC−6)   |                    | Relatório | Castellanos 5' (pen), 30' | Árbitro: PUR José Raúl Torres |

| 15 de fevereiro | Santos Laguna | 1 – 0     | CF Montréal | Estádio Corona, Torreón    |
| 21:00 (UTC−6)   | Ocejo 88'     | Relatório |             | Árbitro: JAM Oshane Nation |

| 16 de fevereiro | Guastatoya | 0 – 2     | León                             | Estádio Doroteo Guamuch Flores, Cidade da Guatemala |
| 17:00 (UTC−6)   |            | Relatório | Fernández 24' · E. Hernández 34' | Árbitro: CAN Pierre-Luc Lauzière                    |

| 16 de fevereiro | Forge FC | 0 – 1     | Cruz Azul | Tim Hortons Field, Hamilton     |
| 20:00 (UTC−5)   |          | Relatório | Otero 30' | Árbitro: USA Armando Villarreal |

| 16 de fevereiro | Saprissa                    | 2 – 2     | Pumas                    | Estádio Ricardo Saprissa Aymá, San José |
| 21:00 (UTC−6)   | C. Bolaños 45+3' (pen), 75' | Relatório | Corozo 28' · Dinenno 71' | Árbitro: SLV Ismael Cornejo             |

| 17 de fevereiro | Comunicaciones | 1 – 0     | Colorado Rapids | Estádio Doroteo Guamuch Flores, Cidade da Guatemala |
| 19:00 (UTC−6)   | Espino 89'     | Relatório |                 | Árbitro: HON Selvin Brown                           |

| 17 de fevereiro | Motagua | 0 – 0     | Seattle Sounders FC | Estadio Olímpico Metropolitano, San Pedro Sula |
| 21:00 (UTC−6)   |         | Relatório |                     | Árbitro: MEX Luis Enrique Santander            |

| 18 de fevereiro | Cavaly | 0 – 3 (w/o) | New England Revolution | Gillette Stadium, Foxborough |
| 17:30 (UTC−5)   |        |             |                        |                              |

### Partida de volta
| 22 de fevereiro | León             | 1 – 0     | Guastatoya | Estádio León, León            |
| 21:30 (UTC−6)   | E. Hernández 11' | Relatório |            | Árbitro: JAM Daneon Parchment |

León venceu por 3–0 no placar agregado.
| 23 de fevereiro | New York City FC                                 | 4 – 0     | Santos de Guápiles | Banc of California Stadium, Los Angeles |
| 18:00 (UTC−5)   | Morales 32' · Chanot 36' · Talles Magno 80', 86' | Relatório |                    | Árbitro: MEX Fernando Guerrero          |

New York City FC venceu por 6–0 no placar agregado.
| 23 de fevereiro | Colorado Rapids | 1 – 0     | Comunicaciones | Dick's Sporting Goods Park, Commerce City |
| 18:15 (UTC−7)   | Max 29'         | Relatório |                | Árbitro: MEX Diego Montaño                |

|                                                          |       | Penalidades                                          |  |
| Rubio Acosta Price Mezquida Lewis Rosenberry Shinyashiki | 3 – 4 | Contreras Aparicio Larín Santis Corena López Samayoa |  |

1–1 no placar agregado. Comunicaciones venceu na disputa por pênaltis.
| 23 de fevereiro | CF Montréal                            | 3 – 0     | Santos Laguna | Estádio Olímpico, Montreal         |
| 20:15 (UTC−5)   | Quioto 10' · Mihailovic 22' · Koné 61' | Relatório |               | Árbitro: CRC Juan Gabriel Calderón |

CF Montréal venceu por 3–1 no placar agregado.
| 23 de fevereiro | Pumas                                        | 4 – 1     | Saprissa       | Estádio Olímpico Universitário, Cidade do México |
| 21:30 (UTC−6)   | Ortiz 12' · Dinenno 75', 82' · Rogério 90+4' | Relatório | R. Bolaños 51' | Árbitro: GUA Mario Escobar                       |

Pumas UNAM venceu por 6–3 no placar agregado.
| 24 de fevereiro | Cruz Azul                          | 3 – 1     | Forge FC      | Estádio Azteca, Cidade do México |
| 19:30 (UTC−6)   | Romero 5' · Baca 21' · Escobar 44' | Relatório | Choinière 26' | Árbitro: GUA Walter López        |

Cruz Azul venceu por 4–1 no placar agregado.
| 24 de fevereiro | Seattle Sounders FC                                               | 5 – 0     | Motagua | Lumen Field, Seattle     |
| 19:45 (UTC−8)   | Lodeiro 33' · C. Roldan 47' · Morris 56' · Rowe 62' · Léo Chú 74' | Relatório |         | Árbitro: SLV Iván Barton |

Seattle Sounders FC venceu por 5–0 no placar agregado.

## Quartas de final
As partidas de ida serão disputadas em 8 e 9 de março e as partidas de volta em 15, 16 e 17 de março.
| Equipe 1               | Total       | Equipe 2       | 1.º jogo | 2.º jogo |
| ---------------------- | ----------- | -------------- | -------- | -------- |
| Seattle Sounders FC    | 4–1         | León           | 3–0      | 1–1      |
| New York City FC       | 5–5 (gf)    | Comunicaciones | 3–1      | 2–4      |
| New England Revolution | 3–3 (3–4 p) | Pumas          | 3–0      | 0–3      |
| Cruz Azul              | 2–1         | CF Montréal    | 1–0      | 1–1      |

### Partidas de ida
| 8 de março    | New York City FC                              | 3 – 1     | Comunicaciones | Pratt & Whitney Stadium at Rentschler Field, East Hartford |
| 20:00 (UTC−5) | Castellanos 29' · Moralez 65' · Rodríguez 71' | Relatório | Gamboa 60'     | Árbitro: MEX Marco Ortiz                                   |

| 8 de março    | Seattle Sounders FC                   | 3 – 0     | León | Lumen Field, Seattle     |
| 19:00 (UTC−8) | Montero 31' (pen), 39' · Morris 90+1' | Relatório |      | Árbitro: GUA Bryan López |

| 9 de março    | New England Revolution         | 3 – 0     | Pumas | Gillette Stadium, Foxborough |
| 20:00 (UTC−5) | Lletget 19' · Buksa 72', 90+2' | Relatório |       | Árbitro: HON Said Martínez   |

| 9 de março    | Cruz Azul  | 1 – 0     | CF Montréal | Estádio Azteca, Cidade do México |
| 21:00 (UTC−6) | Antuna 20' | Relatório |             | Árbitro: JAM Daneon Parchment    |

### Partidas de volta
| 15 de março   | Comunicaciones                                            | 4 – 2     | New York City FC                   | Estádio Doroteo Guamuch Flores, Cidade da Guatemala |
| 18:00 (UTC−6) | Lezcano 45' · Samayoa 69' · L. García 72' · Contreras 89' | Relatório | Castellanos 32' · Talles Magno 53' | Árbitro: CRC Ricardo Montero                        |

5–5 no placar agregado. New York City FC venceu pela regra do gol fora de casa.
| 16 de março   | CF Montréal | 1 – 1     | Cruz Azul  | Estádio Olímpico, Montreal  |
| 20:00 (UTC−4) | Camacho 79' | Relatório | Antuna 44' | Árbitro: CRC Keylor Herrera |

Cruz Azul venceu por 2–1 no placar agregado.
| 16 de março   | Pumas                          | 3 – 0     | New England Revolution | Estádio Olímpico Universitário, Cidade do México |
| 20:15 (UTC−6) | Dinenno 33', 49' · Saucedo 59' | Relatório |                        | Árbitro: SLV Iván Barton                         |

|                                   |       | Penalidades                         |  |
| Ortiz Mozo Velarde Freire Dinenno | 4 – 3 | Gil Jones McNamara Lletget Altidore |  |

3–3 no placar agregado. Pumas UNAM venceu na disputa por pênaltis.
| 17 de março   | León         | 1 – 1     | Seattle Sounders FC | Estádio León, León            |
| 18:30 (UTC−6) | Ambríz 90+1' | Relatório | Montero 45+3' (pen) | Árbitro: PUR José Raúl Torres |

Seattle Sounders FC venceu por 4–1 no placar agregado.

## Semifinais
Os semifinalistas com melhor campanha nas fase anteriores realizaram o jogo de volta em casa. As partidas de ida foram disputadas em 5 e 6 de abril e as partidas de volta em 12 e 13 de abril.
| Equipe 1            | Total | Equipe 2         | 1.º jogo | 2.º jogo |
| ------------------- | ----- | ---------------- | -------- | -------- |
| Seattle Sounders FC | 4–2   | New York City FC | 3–1      | 1–1      |
| Pumas               | 2–1   | Cruz Azul        | 2–1      | 0–0      |

### Partidas de ida
| 5 de abril    | Pumas              | 2 – 1     | Cruz Azul | Estádio Olímpico Universitário, Cidade do México |
| 21:00 (UTC−5) | Dinenno 37', 45+2' | Relatório | Tabó 83'  | Árbitro: USA Armando Villarreal                  |

| 6 de abril    | Seattle Sounders FC                         | 3 – 1     | New York City FC   | Lumen Field, Seattle                |
| 19:00 (UTC−7) | Rusnák 16' · Morris 35' · Lodeiro 68' (pen) | Relatório | Thiago Andrade 27' | Árbitro: MEX Luis Enrique Santander |

### Partidas de volta
| 12 de abril   | Cruz Azul | 0 – 0     | Pumas | Estádio Azteca, Cidade do México |
| 21:00 (UTC−5) |           | Relatório |       | Árbitro: GUA Mario Escobar       |

Pumas UNAM venceu por 2–1 no placar agregado.
| 13 de abril   | New York City FC | 1 – 1     | Seattle Sounders FC | Red Bull Arena, Harrison      |
| 21:00 (UTC−4) | Rodríguez 51'    | Relatório | Ruidíaz 28'         | Árbitro: JAM Daneon Parchment |

Seattle Sounders FC venceu por 4–2 no placar agregado.

## Final
A partida de ida será disputada em 27 de abril e a partida de volta em 4 de maio.
| Equipe 1 | Total | Equipe 2            | 1.º jogo | 2.º jogo |
| -------- | ----- | ------------------- | -------- | -------- |
| Pumas    | 2–5   | Seattle Sounders FC | 2–2      | 0–3      |

### Partida de ida
| 27 de abril   | Pumas                  | 2 – 2     | Seattle Sounders FC            | Estádio Olímpico Universitário, Cidade do México |
| 21:30 (UTC−5) | Dinenno 38' (pen), 48' | Relatório | Lodeiro 77' (pen), 90+9' (pen) | Árbitro: SLV Iván Barton                         |

### Partida de volta
| 4 de maio     | Seattle Sounders FC            | 3 – 0     | Pumas | Lumen Field, Seattle       |
| 19:00 (UTC−7) | Ruidíaz 45', 80' · Lodeiro 88' | Relatório |       | Árbitro: HON Said Martínez |